# Squarespace
Squarespace是一個由網站建立工具、網頁寄存服務及博客平台所組成，並以軟件即服務模式運作的網上內容管理系統。該服務讓個人或公司建立及修改網站及博客。
自2004年創立起，Squarespace在190個國家有超過500名員工，以及有數百萬名用戶在該平台上建立網頁。

## 競爭者
Squarespace的主要競爭者包括WordPress、Weebly、Wix.com、GoDaddy、Jimdo、Webflow、Webydo 等。Squarespace並無公開該平台用戶的準確數字，但卡薩里納估計每天Sqaurespace都有約一千名新用戶。

## 資金
Accel Partners和Index Ventures都曾注資予Squarespace。該公司於2010年7月的A系列投資中取得了3850萬美元，並組成了董事會。董事會的創始成員為喬納森·克萊恩、安德魯·布拉恰（Andrew Braccia）及多米尼克·維達爾（Dominique Vidal）。創辦人安東尼·卡薩里納仍是該公司最大股東。
Squarespace由General Atlantic於2014年4月一輪B系列投資取得另外4000萬美元，為一次少數股權投資。General Atlantic的常務董事安東·萊維加入了Squarespace的董事會。
2021年第一季度，Squarespace公司通過以每股68.42美元的價格出售約450萬股股票，以私募方式籌集了3.08億美元。以該價格計算，Squarespace的市場價值為93億美元，企業價值為97億美元。參與的機構包括Accel、Tiger Global Management、General Atlantic、T. Rowe Price、Fidelity Management and Research Company等。
2021年4月16日，Squarespace公司于周五向SEC提交了在纽约证券交易所直接上市（DPO）的申请。

## 外部連結
- 官方网站